# 17e étape du Tour d'Espagne 2018
La 17e étape du Tour d'Espagne 2018 se déroule le 12 septembre 2018, entre Getxo et Oiz - Balcón de Bizkaia, sur un parcours de 157 kilomètres.

## Résultats

### Classement de l'étape
| \| Classement de l'étape \| Classement de l'étape \| Classement de l'étape \| Classement de l'étape \| Classement de l'étape \| \| Coureur \| Coureur \| Pays \| Équipe \| Temps \| \| --------------------- \| ----------------------- \| --------------------- \| -------------------------- \| --------------------- \| \| 1er \| Michael Woods \| Canada \| EF Education First-Drapac \| 4 h 09 min 48 s \| \| 2e \| Dylan Teuns \| Belgique \| BMC Racing Team \| + 5 s \| \| 3e \| David de la Cruz \| Espagne \| Team Sky \| + 10 s \| \| 4e \| Rafał Majka \| Pologne \| Bora-Hansgrohe \| + 13 s \| \| 5e \| Ilnur Zakarin \| Russie \| Katusha-Alpecin \| + 38 s \| \| 6e \| Alessandro De Marchi \| Italie \| BMC Racing Team \| + 44 s \| \| 7e \| Amanuel Ghebreigzabhier \| Érythrée \| Dimension Data \| + 48 s \| \| 8e \| Jesús Herrada \| Espagne \| Cofidis, Solutions Crédits \| + 51 s \| \| 9e \| Jai Hindley \| Australie \| Team Sunweb \| + 55 s \| \| 10e \| Vincenzo Nibali \| Italie \| Bahrain-Merida \| + 1 min 48 s \| |                         |           |                            |                 |
| |                         |           |                            |                 |
| Source : ProCyclingStats |                         |           |                            |                 |
| Classement de l'étape |                         |           |                            |                 |
| Coureur | Coureur                 | Pays      | Équipe                     | Temps           |
| 1er | Michael Woods           | Canada    | EF Education First-Drapac  | 4 h 09 min 48 s |
| 2e | Dylan Teuns             | Belgique  | BMC Racing Team            | + 5 s           |
| 3e | David de la Cruz        | Espagne   | Team Sky                   | + 10 s          |
| 4e | Rafał Majka             | Pologne   | Bora-Hansgrohe             | + 13 s          |
| 5e | Ilnur Zakarin           | Russie    | Katusha-Alpecin            | + 38 s          |
| 6e | Alessandro De Marchi    | Italie    | BMC Racing Team            | + 44 s          |
| 7e | Amanuel Ghebreigzabhier | Érythrée  | Dimension Data             | + 48 s          |
| 8e | Jesús Herrada           | Espagne   | Cofidis, Solutions Crédits | + 51 s          |
| 9e | Jai Hindley             | Australie | Team Sunweb                | + 55 s          |
| 10e | Vincenzo Nibali         | Italie    | Bahrain-Merida             | + 1 min 48 s    |

## Classements à l'issue de l'étape
Dans le groupe des favoris, Alejandro Valverde reprend huit secondes au leader Simon Yates tandis que Nairo Quintana et Thibaut Pinot concèdent du temps dans cette dernière montée.

### Classement général
| \| Classement général \| Classement général \| Classement général \| Classement général \| Classement général \| \| Coureur \| Coureur \| Pays \| Équipe \| Temps \| \| ------------------ \| ------------------ \| ------------------ \| ------------------------- \| ------------------ \| \| 1er \| Simon Yates \| Royaume-Uni \| Mitchelton-Scott \| 69 h 05 min 34 s \| \| 2e \| Alejandro Valverde \| Espagne \| Movistar Team \| + 25 s \| \| 3e \| Enric Mas \| Espagne \| Quick-Step Floors \| + 1 min 22 s \| \| 4e \| Miguel Ángel López \| Colombie \| Astana \| + 1 min 36 s \| \| 5e \| Steven Kruijswijk \| Pays-Bas \| LottoNL-Jumbo \| + 1 min 48 s \| \| 6e \| Nairo Quintana \| Colombie \| Movistar Team \| + 2 min 11 s \| \| 7e \| Ion Izagirre \| Espagne \| Bahrain-Merida \| + 4 min 09 s \| \| 8e \| Rigoberto Urán \| Colombie \| EF Education First-Drapac \| + 4 min 36 s \| \| 9e \| Thibaut Pinot \| France \| Groupama-FDJ \| + 5 min 31 s \| \| 10e \| Tony Gallopin \| France \| AG2R La Mondiale \| + 6 min 05 s \| |                    |             |                           |                  |
| |                    |             |                           |                  |
| Source : ProCyclingStats |                    |             |                           |                  |
| Classement général |                    |             |                           |                  |
| Coureur | Coureur            | Pays        | Équipe                    | Temps            |
| 1er | Simon Yates        | Royaume-Uni | Mitchelton-Scott          | 69 h 05 min 34 s |
| 2e | Alejandro Valverde | Espagne     | Movistar Team             | + 25 s           |
| 3e | Enric Mas          | Espagne     | Quick-Step Floors         | + 1 min 22 s     |
| 4e | Miguel Ángel López | Colombie    | Astana                    | + 1 min 36 s     |
| 5e | Steven Kruijswijk  | Pays-Bas    | LottoNL-Jumbo             | + 1 min 48 s     |
| 6e | Nairo Quintana     | Colombie    | Movistar Team             | + 2 min 11 s     |
| 7e | Ion Izagirre       | Espagne     | Bahrain-Merida            | + 4 min 09 s     |
| 8e | Rigoberto Urán     | Colombie    | EF Education First-Drapac | + 4 min 36 s     |
| 9e | Thibaut Pinot      | France      | Groupama-FDJ              | + 5 min 31 s     |
| 10e | Tony Gallopin      | France      | AG2R La Mondiale          | + 6 min 05 s     |

| Classement par points | Classement par points | Classement par points | Classement par points | Classement par points |
| Coureur               | Coureur               | Pays                  | Équipe                | Points                |
| --------------------- | --------------------- | --------------------- | --------------------- | --------------------- |
| 1er                   | Alejandro Valverde    | Espagne               | Movistar Team         | 117 pts               |
| 2e                    | Dylan Teuns           | Belgique              | BMC Racing Team       | 93 pts                |
| 3e                    | Peter Sagan           | Slovaquie             | Bora-Hansgrohe        | 83 pts                |
| 4e                    | Miguel Ángel López    | Colombie              | Astana                | 71 pts                |
| 5e                    | Benjamin King         | États-Unis            | Dimension Data        | 69 pts                |
| 6e                    | Simon Yates           | Royaume-Uni           | Mitchelton-Scott      | 68 pts                |
| 7e                    | Elia Viviani          | Italie                | Quick-Step Floors     | 66 pts                |
| 8e                    | Michał Kwiatkowski    | Pologne               | Team Sky              | 66 pts                |
| 9e                    | Alessandro De Marchi  | Italie                | BMC Racing Team       | 63 pts                |
| 10e                   | Thibaut Pinot         | France                | Groupama-FDJ          | 56 pts                |

| Classement par points | Classement par points | Classement par points | Classement par points | Classement par points |
| Coureur               | Coureur               | Pays                  | Équipe                | Points                |
| --------------------- | --------------------- | --------------------- | --------------------- | --------------------- |
| 1er                   | Alejandro Valverde    | Espagne               | Movistar Team         | 117 pts               |
| 2e                    | Dylan Teuns           | Belgique              | BMC Racing Team       | 93 pts                |
| 3e                    | Peter Sagan           | Slovaquie             | Bora-Hansgrohe        | 83 pts                |
| 4e                    | Miguel Ángel López    | Colombie              | Astana                | 71 pts                |
| 5e                    | Benjamin King         | États-Unis            | Dimension Data        | 69 pts                |
| 6e                    | Simon Yates           | Royaume-Uni           | Mitchelton-Scott      | 68 pts                |
| 7e                    | Elia Viviani          | Italie                | Quick-Step Floors     | 66 pts                |
| 8e                    | Michał Kwiatkowski    | Pologne               | Team Sky              | 66 pts                |
| 9e                    | Alessandro De Marchi  | Italie                | BMC Racing Team       | 63 pts                |
| 10e                   | Thibaut Pinot         | France                | Groupama-FDJ          | 56 pts                |

| Classement de la montagne | Classement de la montagne | Classement de la montagne | Classement de la montagne  | Classement de la montagne |
| Coureur                   | Coureur                   | Pays                      | Équipe                     | Points                    |
| ------------------------- | ------------------------- | ------------------------- | -------------------------- | ------------------------- |
| 1er                       | Thomas De Gendt           | Belgique                  | Lotto-Soudal               | 74 pts                    |
| 2e                        | Luis Ángel Maté           | Espagne                   | Cofidis, Solutions Crédits | 64 pts                    |
| 3e                        | Bauke Mollema             | Pays-Bas                  | Trek-Segafredo             | 60 pts                    |
| 4e                        | Benjamin King             | États-Unis                | Dimension Data             | 56 pts                    |
| 5e                        | Pierre Rolland            | France                    | EF Education First-Drapac  | 31 pts                    |
| 6e                        | Miguel Ángel López        | Colombie                  | Astana                     | 25 pts                    |
| 7e                        | Thibaut Pinot             | France                    | Groupama-FDJ               | 22 pts                    |
| 8e                        | Simon Yates               | Royaume-Uni               | Mitchelton-Scott           | 22 pts                    |
| 9e                        | Michael Woods             | Canada                    | EF Education First-Drapac  | 20 pts                    |
| 10e                       | Michał Kwiatkowski        | Pologne                   | Team Sky                   | 17 pts                    |

| Classement de la montagne | Classement de la montagne | Classement de la montagne | Classement de la montagne  | Classement de la montagne |
| Coureur                   | Coureur                   | Pays                      | Équipe                     | Points                    |
| ------------------------- | ------------------------- | ------------------------- | -------------------------- | ------------------------- |
| 1er                       | Thomas De Gendt           | Belgique                  | Lotto-Soudal               | 74 pts                    |
| 2e                        | Luis Ángel Maté           | Espagne                   | Cofidis, Solutions Crédits | 64 pts                    |
| 3e                        | Bauke Mollema             | Pays-Bas                  | Trek-Segafredo             | 60 pts                    |
| 4e                        | Benjamin King             | États-Unis                | Dimension Data             | 56 pts                    |
| 5e                        | Pierre Rolland            | France                    | EF Education First-Drapac  | 31 pts                    |
| 6e                        | Miguel Ángel López        | Colombie                  | Astana                     | 25 pts                    |
| 7e                        | Thibaut Pinot             | France                    | Groupama-FDJ               | 22 pts                    |
| 8e                        | Simon Yates               | Royaume-Uni               | Mitchelton-Scott           | 22 pts                    |
| 9e                        | Michael Woods             | Canada                    | EF Education First-Drapac  | 20 pts                    |
| 10e                       | Michał Kwiatkowski        | Pologne                   | Team Sky                   | 17 pts                    |

| Classement du combiné | Classement du combiné | Classement du combiné | Classement du combiné | Classement du combiné |
| Coureur               | Coureur               | Pays                  | Équipe                | Points                |
| --------------------- | --------------------- | --------------------- | --------------------- | --------------------- |
| 1er                   | Alejandro Valverde    | Espagne               | Movistar Team         | 14 pts                |
| 2e                    | Miguel Ángel López    | Colombie              | Astana                | 14 pts                |
| 3e                    | Simon Yates           | Royaume-Uni           | Mitchelton-Scott      | 15 pts                |
| 4e                    | Thibaut Pinot         | France                | Groupama-FDJ          | 26 pts                |
| 5e                    | Benjamin King         | États-Unis            | Dimension Data        | 36 pts                |
| 6e                    | Steven Kruijswijk     | Pays-Bas              | LottoNL-Jumbo         | 39 pts                |
| 7e                    | Rafał Majka           | Pologne               | Bora-Hansgrohe        | 45 pts                |
| 8e                    | Dylan Teuns           | Belgique              | BMC Racing Team       | 45 pts                |
| 9e                    | Nairo Quintana        | Colombie              | Movistar Team         | 47 pts                |
| 10e                   | Michał Kwiatkowski    | Pologne               | Team Sky              | 51 pts                |

| Classement du combiné | Classement du combiné | Classement du combiné | Classement du combiné | Classement du combiné |
| Coureur               | Coureur               | Pays                  | Équipe                | Points                |
| --------------------- | --------------------- | --------------------- | --------------------- | --------------------- |
| 1er                   | Alejandro Valverde    | Espagne               | Movistar Team         | 14 pts                |
| 2e                    | Miguel Ángel López    | Colombie              | Astana                | 14 pts                |
| 3e                    | Simon Yates           | Royaume-Uni           | Mitchelton-Scott      | 15 pts                |
| 4e                    | Thibaut Pinot         | France                | Groupama-FDJ          | 26 pts                |
| 5e                    | Benjamin King         | États-Unis            | Dimension Data        | 36 pts                |
| 6e                    | Steven Kruijswijk     | Pays-Bas              | LottoNL-Jumbo         | 39 pts                |
| 7e                    | Rafał Majka           | Pologne               | Bora-Hansgrohe        | 45 pts                |
| 8e                    | Dylan Teuns           | Belgique              | BMC Racing Team       | 45 pts                |
| 9e                    | Nairo Quintana        | Colombie              | Movistar Team         | 47 pts                |
| 10e                   | Michał Kwiatkowski    | Pologne               | Team Sky              | 51 pts                |

| Classement par équipes | Classement par équipes                   | Classement par équipes | Classement par équipes |
| Équipe                 | Équipe                                   | Pays                   | Temps                  |
| ---------------------- | ---------------------------------------- | ---------------------- | ---------------------- |
| 1re                    | Movistar Team                            | Espagne                | 207 h 31 min 18 s      |
| 2e                     | Bahrain-Merida                           | Bahreïn                | + 2 min 19 s           |
| 3e                     | Bora-Hansgrohe                           | Allemagne              | + 28 min 24 s          |
| 4e                     | Sky                                      | Royaume-Uni            | + 32 min 58 s          |
| 5e                     | AG2R La Mondiale                         | France                 | + 42 min 33 s          |
| 6e                     | EF Education First-Drapac p/b Cannondale | États-Unis             | + 43 min 48 s          |
| 7e                     | Dimension Data                           | Afrique du Sud         | + 46 min 48 s          |
| 8e                     | Lotto NL-Jumbo                           | Pays-Bas               | + 1 h 00 min 39 s      |
| 9e                     | Mitchelton-Scott                         | Australie              | + 1 h 01 min 16 s      |
| 10e                    | Astana                                   | Kazakhstan             | + 1 h 04 min 01 s      |

| Classement par équipes | Classement par équipes                   | Classement par équipes | Classement par équipes |
| Équipe                 | Équipe                                   | Pays                   | Temps                  |
| ---------------------- | ---------------------------------------- | ---------------------- | ---------------------- |
| 1re                    | Movistar Team                            | Espagne                | 207 h 31 min 18 s      |
| 2e                     | Bahrain-Merida                           | Bahreïn                | + 2 min 19 s           |
| 3e                     | Bora-Hansgrohe                           | Allemagne              | + 28 min 24 s          |
| 4e                     | Sky                                      | Royaume-Uni            | + 32 min 58 s          |
| 5e                     | AG2R La Mondiale                         | France                 | + 42 min 33 s          |
| 6e                     | EF Education First-Drapac p/b Cannondale | États-Unis             | + 43 min 48 s          |
| 7e                     | Dimension Data                           | Afrique du Sud         | + 46 min 48 s          |
| 8e                     | Lotto NL-Jumbo                           | Pays-Bas               | + 1 h 00 min 39 s      |
| 9e                     | Mitchelton-Scott                         | Australie              | + 1 h 01 min 16 s      |
| 10e                    | Astana                                   | Kazakhstan             | + 1 h 04 min 01 s      |